# Andi Mack
Andi Mack je americký rodinný komediálně-dramatický televizní seriál vysílaný na Disney Channel. Seriál vytvořila Terri Minsky a první díl měl premiéru 7. dubna 2017.

## Obsazení

### Hlavní role
- Peyton Elizabeth Lee jako Andi Mack
- Joshua Rush jako Cyrus Goodman
- Sofia Wylie jako Buffy Driscoll
- Asher Angel jako Jonah Beck
- Trent Garret jako Bowie Quinn (3. řada)
- Lilan Bowden jako Bex Mack
- Lauren Tom jako Celia Mack

### Vedlejší role
- Stoney Westmoreland jako Ham
- Emily Skinner jako Amber
- Garren Stitt jako Marty
- Chelsea T. Zhang jako Brittany
- Molly Jackson jako Iris
- Luke Mullen jako TJ Kippen
- Anson Bagley jako Gus
- Darius Marcell jako Walker

## Vysílání
| Řada | Díly | Premiéra v USA | Premiéra v USA    |
| Řada | Díly | První díl      | Poslední díl      |
| ---- | ---- | -------------- | ----------------- |
| 1    | 12   | 7. dubna 2017  | 23. června 2017   |
| 2    | 25   | 27. října 2017 | 13. srpna 2018    |
| 3    | 20   | 8. října 2018  | 26. července 2019 |